# Linwood Boomer
Linwood Boomer (n. 9 de octubre de 1955) es un productor, actor y guionista canadiense.
Ha actuado en la serie de televisión Little House on the Prairie y es el creador de la serie de televisión Malcolm in the middle.

## Carrera
Linwood Boomer comenzó su carrera como actor. Interpretó a Adam Kendall, el esposo de Mary Ingalls, en la serie televisiva Little House on the Prairie, y más tarde se dedicó a la producción, dirección y otras ocupaciones detrás de las cámaras. 
Las series en las que trabajó como guionista y productor ejecutivo incluyen Night Court, Flying Blind, The Boys Are Back, Townies, 3rd Rock from the Sun , God, the Devil and Bob t Sime and Doug. También creó y fue el productor ejecutivo de los pilotos Family Business, Nice Try y la versión estadounidense de Red Dwarf, y trabajó junto a James L. Brooks como productor ejecutivo para el piloto de Big.
Como dato curioso, en el episodio 10 (Dead Man Sliding, 1996) de la tercera temporada de Sliders (Deslizadores), Wade menciona a varios actores que en esa dimensión tienen éxito pero en la propia son unos desconocidos, mencionando a Boomer; Quinn dice haber oído hablar de él haciendo el papel de un invidente. Ahí se hizo referencia a su trabajo en Little House on the Prairie. 

### Malcolm in the Middle
Aunque Boomer ha creado, producido y actuado en varias series televisivas, se lo reconoce principalmente por haber creado la comedia de Fox Malcolm in the Middle. El primer episodio de la serie fue sintonizado por 22,5 millones de espectadores, y el segundo por 26 millones. La serie duró siete temporadas, entre 2000 y 2006, y contó con un total de 151 episodios. Boomer tuvo la oportunidad de escribir los guiones de dos episodios, "Pilot" y "Francis Escapes", y de dirigir otros cinco: "Dewey's Opera", "Stilts", "Reese vs. Stevie", "Bride of Aida" y el último episodio, "Graduation". Recibió un  premio Primetime Emmy por Guion Destacado de Serie de Comedia por el episodio piloto.

## Premios y nominaciones

### Premios
- Premio Primetime Emmy por Guion Destacado de Serie de Comedia por Malcolm in the Middle ("Piloto")

### Nominaciones
- Premio Primetime Emmy por Serie de Comedia Destacada por Malcolm in the Middle (2001)
- Premio Primetime Emmy por Serie de Comedia Destacada por Night Court (1984)